# Projecte Castor
El projecte Castor va ser un dipòsit estratègic artificial de gas natural fallit, construït davant de les costes del Montsià i el Baix Maestrat, entre Catalunya i el País Valencià, en la mar Mediterrània. Començà les seues operacions el maig de 2012, donant inici el 10 d'abril la primera injecció de gas. És propietat de l'empresa Escal UGS (participada en un 66,67% per ACS).
El dipòsit era el cinquè i més gran dels existents o planificats a l'Estat espanyol, ideat per a suplir la demanda energètica en cas d'escassedat o cessament de les importacions. S'havia previst que el projecte Castor pogués emmagatzemar un màxim de 1.900 milions de metres cúbics de gas natural.
La instal·lació, que va provocar terratrèmols a les poblacions pròximes, costà finalment 3.400 milions d'euros. El govern d'Espanya va pactar una compensació de 1.350 milions més interessos a l'empresa, que s'havien de carregar en 30 anys al rebut dels consumidors. Aquesta indemnització, juntament amb els quasi mil terratrèmols que va provocar la injecció de gas al magatzem, van convertir la plataforma en objecte de polèmica.

## Funcionament
El dipòsit del projecte Castor aprofitava l'existència d'un antic jaciment petrolífer esgotat els anys 1970, el d'Amposta, per a injectar gas natural provinent de la xarxa estatal de gasoductes a una profunditat de 1750 m sota el mar. El gas es desviava de la xarxa des d'una estació situada a Vinaròs fins a la plataforma marina per mitjà de 30 kilòmetres de gasoducte submarí. La injecció de gas en el dipòsit, que podia durar sis mesos fins a omplir-lo completament, desplaçava l'aigua que es trobava a la roca calcària de naturalesa porosa. El gas quedava atrapat en el dipòsit gràcies a l'existència de roques impermeables en estrats superiors que el segellaven. Per a recuperar el gas guardat en el dipòsit s'hi injectava aigua, s'extreia el gas que havia de ser tractat i es tornava a la xarxa de gasoductes. Una part del gas injectat en el dipòsit, l'anomenat «gas de matalàs», era irrecuperable però essencial per al correcte funcionament de les instal·lacions.
La construcció de la planta arrencava el juliol de l'any 2010 obviant tota lògica ambiental i econòmica.

## Efectes sísmics
L'abril de 2012 es produí un terratrèmol de 3,1 en l'escala de Richter als voltants de la plataforma d'injecció. Fou qualificat com a «normal» per l'Observatori de l'Ebre.
Des de mitjans de setembre de 2013 es produïren més de mig miler de sismes, la majoria d'ells d'escassa magnitud i imperceptibles, a la zona on el projecte Castor estava injectant gas. Malgrat això, l'1 d'octubre tingué lloc un terratrèmol de 4,2 a l'escala de Richter, causant alarma a les poblacions pròximes on es percebé (en Alcanar, Benicarló, Cervera del Maestrat, Càlig, Peníscola, Sant Carles de la Ràpita i Vinaròs fou sentit amb una intensitat de grau III). Els treballs d'injecció de gas foren paralitzats el 16 de setembre després dels primers tremolors i l'empresa Escal UGS reconegué que els terratrèmols podien estar vinculats al projecte Castor, però que el normal hagués estat que el tipus d'activitats generades provoquessin microsismes de magnitud 1 o 2,6. Investigacions posteriors van demostrar que les operacions d'injecció de gas havien produït els terratrèmols a causa del moviment d'una falla profunda i que aquests eren previsibles.

## Paralització de l'activitat
El 4 d'octubre de 2013, la Guàrdia Civil investigà in situ el cessament de l'activitat a instàncies de la Fiscalia de Castelló, i l'empresa concessionària va cobrar 1.350 milions d'euros com a indemnització. Tot i que el desembre del 2017 el Tribunal Constitucional va declarar la indemnització anul·lada, el 2020 el Tribunal Suprem ordenà a l'Estat espanyol a pagar als bancs els 1.350 milions de la indemnització del projecte Castor atenen la demanda de CaixaBank, Bankia i Banc Santander, que havien avançat els diners de la indemnització a la constructora ACS i al grup canadenc Dundee per la cancel·lació del magatzem de gas davant de les costes de Castelló pel seu impacte ambiental.
Després de sis anys d'instrucció per part del jutjat número 4 de Vinaròs, el judici pels terratrèmols ocasionats per la injecció de gas al magatzem de gas submarí Castor començà el 18 d’octubre de 2021 a l'Audiència de Castelló. A la banqueta dels acusats hi segueren els dos principals responsables de l'ex-concessionària del projecte, Recaredo del Potro i José Luis Martínez Dalmau, així com la mateixa societat Escal UGS, controlada per ACS i en concurs de creditors des de setembre de 2019. Fiscalia demanà per a cadascun dels directius sis anys de presó per un delicte contra el medi ambient, petició que l'acusació popular de l'Associació Arca Ibérica elevà a set anys.